# Hexatoma (Eriocera) geminata
Hexatoma (Eriocera) geminata is een tweevleugelige uit de familie steltmuggen (Limoniidae). De soort komt voor in het Palearctisch gebied.